# اتحاد صناعة الساعات السويسرية
اتحاد صناعة الساعات السويسرية Federation of the Swiss Watch Industry (FH) هو الاتحاد التجاري الرائد في صناعة الساعات السويسرية، ويقع مقره الرئيسي في بيال بيان في سويسرا.   الاتحاد جمعية مهنية خاصة غير هادفة للربح. 
تأسس اتحاد صناعة الساعات السويسرية عام 1982 نتيجة اندماج الاتحاد السويسري لجمعيات مصنعي الساعات (تأسس عام 1876) والغرفة السويسرية لصناعة الساعات (التي تأسست عام 1924).   تجمع حاليًا أكثر من 500 عضو يمثلون أكثر من 90٪ من جميع مصنعي الساعات السويسرية ( ساعات، ساعات، حركات، مكونات، إلخ. ).  

## تاريخه
في 14 مايو 1876، تم تأسيس الرابطة بين الكانتونات لشركة جورا الصناعية في سويسرا. في عام 1900، أصبحت الغرفة السويسرية لصناعة الساعات والصناعات المرتبطة بها، ووسعت نطاق التركيز ليشمل المجوهرات والذهب والفضة وصناديق الموسيقى.  تأسس الاتحاد السويسري لجمعيات مصنعي الساعات والساعات (FH) في عام 1924 من قبل مندوبين من برن، بيل / بيان، فلورييه، جنيف، لا شو دو فون، لو لوكل، بورنتروي، تراميلان، وسويسرا الناطقة بالألمانية.  في 19 نوفمبر 1982، اندمجت المنظمتان لتصبح اتحاد صناعة الساعات السويسرية (FH).  كان المقر الرئيسي في بيل / بين. 

## المهام
تقدم اتحاد صناعة الساعات السويسرية لأعضائها سلسلة كبيرة من الخدمات في المجالات القانونية والاقتصادية والتجارية، وتمثل القطاع ككل، في كل من سويسرا وخارجها. من ناحية أخرى، تعمل كنظير متميز للسلطات ووسائل الإعلام والجمهور بشكل عام، وتنسيق صنع السياسات داخل الصناعة.  

## المنشورات
- قاموس احترافي مصور لعلم قياس الزمن

## الروابط الخارجية
- موقع اتحاد صناعة الساعات السويسرية FH